# Метеорит (ракета)
Ракета 3М25 Метеорит — советская стратегическая крылатая ракета. Предназначалась для поражения стратегических объектов. Разработкой ракеты занималось НПО машиностроения. Ракета создавалась в трёх вариантах: корабельная («Метеорит-М»), которой была оснащена одна переоборудованная ПЛ проекта 667М с 12 пусковыми установками, авиационная («Метеорит-А») для вооружения самолётов Ту-95, ракета для наземных пусковых установок («Метеорит-Н»).
Разрабатывалась с конца 1970-х годов. В 1984 году работы по авиационному варианту были прекращены. Морской вариант ракеты разрабатывался до 1989 года. По наземному варианту практически весь объём испытаний, необходимый для принятия на вооружение и серийного производства, был выполнен, однако в силу сложившихся внешнеполитических и экономических условий начала 1990-х годов указанный ракетный комплекс не был принят на вооружение. При разработке комплекса был создан ряд уникальных систем, одна из которых отмечена премией Правительства Российской Федерации.

## Конструкция
Основная компоновка ракеты была выполнена в проектном комплексе Александром Георгиевичем Леоновым, который позднее стал генеральным директором ОАО «ВПК НПО машиностроения».
В качестве двигателя разгонной ступени использован жидкостный ракетный двигатель РД0242 разработки КБХА.
Система управления разрабатывалась НПО «Хартрон», г. Харьков, руководитель В. Г. Сергеев. Главный конструктор системы управления — В. А. Уралов.
Ракета размещались на переоборудованных атомных подводных лодках проекта 667А и самолётах-носителях Ту-95МС и Ту-95МА.
Результаты лётно-конструкторских и государственных испытаний (61 пуск) показали возможность достижения заданных высоких лётно-технических характеристик ракеты, а в шести из семи последующих дополнительных экспериментальных пусках в 1990–1991 годах были подтверждены основные лётно-технические характеристики унифицированной ракеты «Метеорит».
Крылатая ракета «Метеорит» демонстрировалась в 2007 году на авиасалоне МАКС-2007.

## Тактико-технические характеристики
- Максимальная дальность: 5500 км
- Максимальная скорость: 3 М
- Длина: 12,8 м
- Диаметр: 0,9 м
- Масса: 6380 кг
- Топливо — децилин[10]
- Масса БЧ: 1000 кг
- Тип наведения: ИНС + АРЛ
- Носитель ПУ = Самолёты, корабли, подводные лодки, наземные ПУ

## Модификации

### Метеорит-А
Авиационный вариант ракеты Метеорит. Западное обозначение AS-X-19. Предположительный индекс — Х-80. Разработка велась по постановлению Совета Министров от 9 декабря 1976 года на конкурсной основе совместно с ракетой МКБ «Радуга» Х-55. В качестве носителя планировались стратегически бомбардировщики Ту-95 и Ту-160. В связи с принятием на вооружение крылатой ракеты авиационного базирования Х-55 все работы по «Метеориту-А» были прекращены в 1984 году.

### Метеорит-М
Морской вариант ракеты (обозначение П-750). Западное обозначение SS-N-24 Scorpion. Предназначались для вооружения подводных лодок проекта 949М. Под ракетный комплекс Метеорит была переоборудована лодка К-420 проекта 667А «Навага». Проект получил обозначение 667М «Андромеда».

### Метеорит-Н
Наземный вариант. Западное обозначение SSC-5.